# 杻田駅 (江原特別自治道)
杻田駅（チュジョンえき）は、大韓民国江原特別自治道太白市にある、韓国鉄道公社（KORAIL）太白線の駅である。当駅の標高は855mで、韓国で最も標高が高い地点に位置する駅である。

## 駅構造
- 相対式・島式ホーム2面3線の地上駅。

| 1 | ●太白線 (上り、下り) |
| 2 | ●太白線 (上り)       |
| 3 | ●太白線 (下り)       |

## 歴史
- 1973年11月10日 - 開業。
- 2008年1月1日 - 旅客扱い中止。
- 2013年4月12日 - O-train運行開始に伴い、旅客扱いを再開。
- 2015年6月1日 - O-trainの運行経路変更に伴い再び旅客扱いを中止。
- 2017年12月18日 - 貨物扱い中止。

## ギャラリー

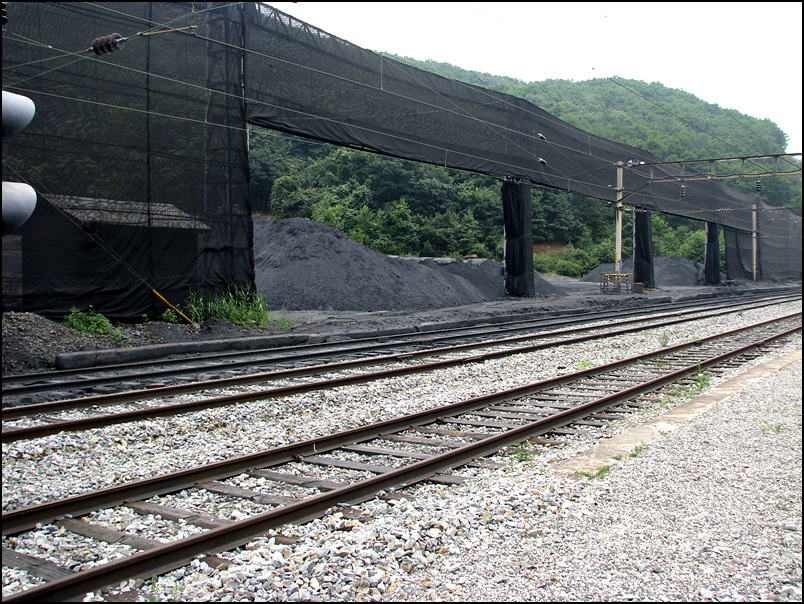
構内貯炭場
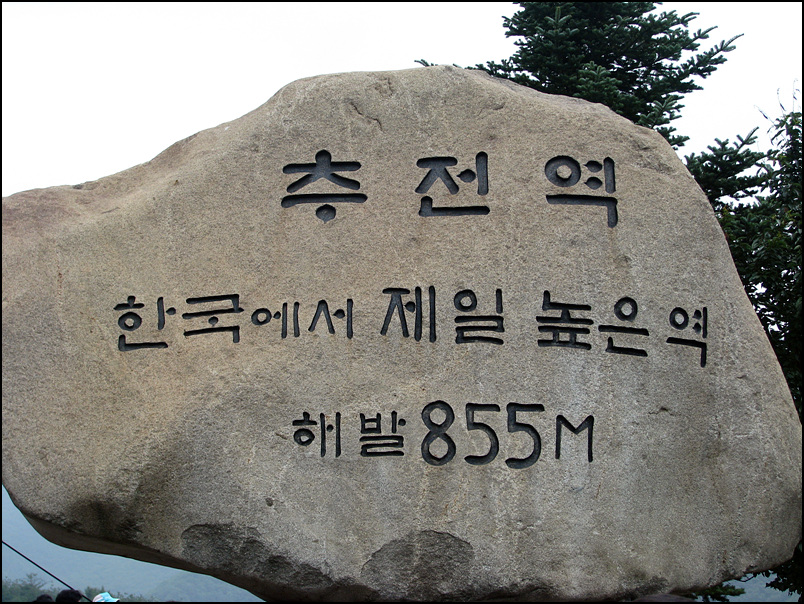
海抜855mの記念碑

## 隣の駅
韓国鉄道公社
太白線
古汗駅 - 杻田駅 - 太白駅